# 荒木克業
荒木 克業（あらき かつなり、1907年(明治40年)10月20日‐1932年12月3日）は、日本陸軍の軍人。 陸士41期。熊本県旧飽託郡内田村（現・熊本市南区）出身。最終階級は工兵中尉、死後大尉。

## 経歴

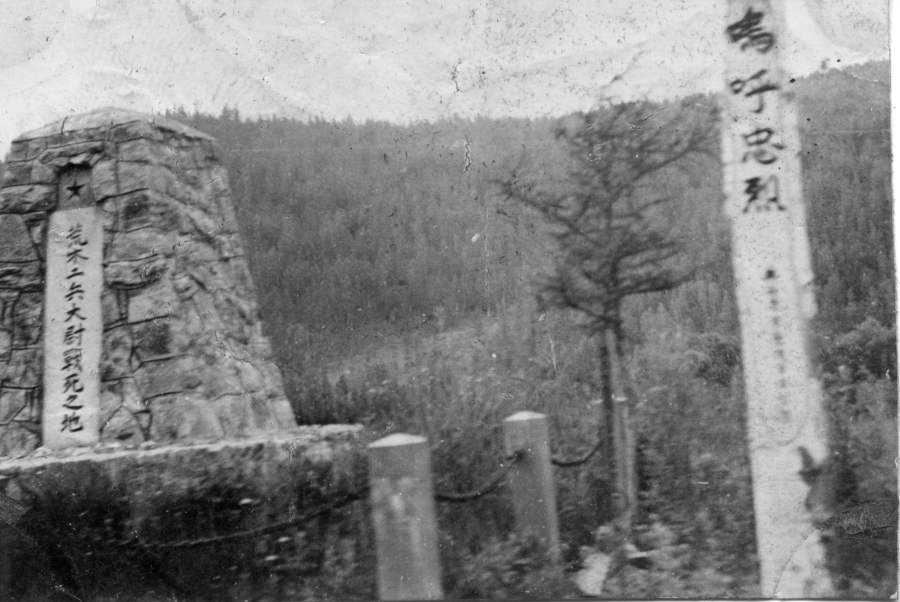
荒木大尉終焉の地を示す記念碑。

昭和4年（1929年）7月17日、陸軍士官学校（41期）を卒業、同年10月25日より千葉の鉄道第1連隊第2中隊の所属となる。
1932年9月27日、満州国軍の人事配置に不満を持った旧張学良軍の蘇炳文少将ら満州国軍黒龍江省駐留軍の軍人数千人が『東北民衆救国軍』を名のり満州里で挙兵、満州里領事や特務機関長、国境警察署長、民間人ら在留邦人数百名を人質とし、ホロンバイル独立を宣言した。世にいうホロンバイル事件である。
関東軍は交渉を打ち切り、ただちに第14師団にこの東北民衆救国軍の撃退と邦人救出を命じた。第14師団には鉄道第1連隊の第2中隊および材料廠の一部が隷下に組み込まれ、列車追撃隊を編成した。荒木大尉は小隊長としてこの列車追撃隊の先頭となり、12月1日、九一式広軌牽引車2両をもって斉斉哈爾を出発。道中無数の破壊線路を修復しつつ満州里へと向かった。
12月3日午後3時15分、大興安嶺隧道東麓環状線路交叉点のループ線下側東方約200メートルにさしかかるころ、上方より敵の攻撃を受け、橋梁（全長17メートル）が損傷。追撃隊は直ちに敵を排除し、橋梁を修復した。すると山上の敵は今度は石塊を満載した車輌3輌を列車追撃隊に突放した。荒木は装甲単車を後退させると部下4名とともにすかさず下車し、橋梁前方に2個、後方に1個の脱線器を取り付けた。だが荒木は部下を後退させ一人脱線器の装着具合を確認していたため退避が遅れ、脱線した貨車の落石を受け死亡した。追撃隊は12月6日午後1時30分満洲里に到着。戦力を失った蘇はソ連へと亡命し、監禁中の邦人は全員救出された。
死後、この功績を称え、関東軍司令官武藤信義大将より鉄道兵初の個人感状が授与された。

## 社会の反応
死後、荒木は満州事変における英雄として祭り上げられ、特に地元・熊本県では浄瑠璃や浪花節にも取り上げられた。1933年3月9日、熊本教育会により公募で歌詞を募集した「荒木大尉の歌」が制作された。応募した618編のうち1等は新聞記者の島田四郎(のち熊本日日新聞社長)が入選した。
また、鉄道第一連隊の敷地内で連隊のラッパ手の訓練が行われていた小高い丘に、殉職した荒木大尉を悼む同連隊の兵達により銅像が建立され、昭和8年、荒木山公園として整備された。「工兵の歌」の第7節にもこの荒木山が歌われている。
だが、銅像は戦争末期に供出されてしまい、敗戦によって荒木の名前も人々から忘れ去られてしまった。今では、千葉公園の敷地内にある「荒木山」の名前と台座にはめ込まれていたレリーフが残るのみである。